# Ernst Haffner
Ernst Haffner (1900 - overleden na 1938) was een Duits schrijver.
Haffner werkte van 1925 tot 1933 als sociaal werker en als journalist in Berlijn, dat nog toen gebukt ging onder de gevolgen van de Eerste Wereldoorlog. In 1932 schreef hij met Jugend auf der Landstraße Berlin zijn enig boek, waarvan slechts 2 recensies uit die tijd bekend zijn gebleven. Een jaar later - bij de machtsovername door Adolf Hitler - werd het boek verboden en belandde een deel van de oplage op brandstapels van de nazi's.
In zijn boek beschreef hij het leven van de vele weeskinderen die ofwel aan hun lot overgelaten ofwel gevlucht uit een tehuis, als zwerfjongeren een beter bestaan zochten in het arme Berlijn. Een verhaal dat handelde over jeugdbendes, diefstallen, zakkenrollers en prostitutie. Haffner schetste daarmee een weinig bekend en nog minder fraai beeld van het grauwe leven in de Duitse grootstad, voor de nazi's het heft in handen namen. Haffner zelf kwam in 1938 laatst in beeld, over zijn verder leven en dood tast men nog altijd in het duister.
In 2013 later kwam het boek terug in het nieuws op de Frankfurter Buchmesse, met een heruitgave onder de titel Blutbrüder. Centraal in het boek staat Willi, een weesjongen die een instelling ontvlucht en in Berlijn terechtkomt.